# 異相雙三角柱
在幾何學中，異相雙三角柱是一種由4個正方形和4個正三角形組成的多面體，為92種约翰逊多面体（編號J26）中的其中一個，顧名思義，它可由兩個正三角柱在一側面（正方形）以不同方向接合而成。這92種约翰逊多面体最早在1966年由诺曼·约翰逊命名並給予描述。其中異相雙三角柱是8種能獨立堆滿三維空間的正多邊形面組成的多面體之一，即空間填充多面體，同時也是唯一一種能獨立填滿三維空間的约翰逊多面体，也是化學中的一種分子構型。

## 性質
異相雙三角柱是一種八面體，共由8個面、14條邊和8個頂點組成。在其8個面有4個面是正方形、4個面是正三角形。其8個頂點中，有4個是2個三角形與2個正方形的公共頂點，其在頂點周圍的排列順序依序為三角形、正方形、三角形和正方形，在頂點圖中可以用(3.4.3.4)來表示；在其8個頂點中的另外4個頂點是1個三角形和2個正方形的公共頂點，在頂點圖中可以用(3.42)來表示。

### 組成
異相雙三角柱可以視為由2個正三角柱組成的立體圖形:173。其組成方式為側面正方形面交疊，但兩個三角柱間相差了90度的旋轉角

### 二面角
異相雙三角柱共由14條邊組成，這14條邊可以分成二種，其中有12條邊是三角形和正方形的公共邊、2條邊是2個正方形的公共邊。而這些邊共有三種二面角，三角形和正方形的公共邊對應的稜其二面角有2種，一種角度為150度、另一種角度為90度；而2個正方形的公共邊對應的稜僅有一種二面角角度，其值為60度。:188

### 頂點座標
邊長為單位長且幾何中心位於原點的異相雙三角柱其頂點座標為：
{\displaystyle \left(\pm {\frac {1}{2}},\,\pm {\frac {1}{2}},\,0\right)}
{\displaystyle \left(\pm {\frac {1}{2}},\,0,\,{\frac {\sqrt {3}}{2}}\right)}
{\displaystyle \left(0,\,\pm {\frac {1}{2}},\,-{\frac {\sqrt {3}}{2}}\right)}

## 相關多面體與鑲嵌

### 異相雙三角柱堆砌
異相雙三角柱是一種能獨立堆滿三維空間的多面體之一，由異相雙三角柱填滿三維空間後所形成的幾何結構稱為異相雙三角柱堆砌。而若將該結構中每個異相雙三角柱分割成2個正三角柱則該結構變為由三角柱獨立填滿空間的結構，此結構稱為異相三角柱堆砌。由於三角柱是一種柱狀均勻多面體，因此異相三角柱堆砌是28種均勻堆砌體之一。
| 局部的異相雙三角柱堆砌 | 異相雙三角柱堆砌的空間骨架圖 | 將異相雙三角柱分割成2個三角柱形成的異相三角柱堆砌局部 |

### 拓樸同構多面體

#### 施密特—康威—丹澤爾雙柱體
施密特—康威—丹澤爾雙柱體（Schmitt–Conway–Danzer biprism，又稱為SCD prototile）是一種拓撲上與異相雙三角柱等價的多面體，但幾何上與異相雙三角柱不同，施密特—康威—丹澤爾雙柱體具有平行四邊形面和不等邊三角形面，而非異相雙三角柱的正方形和正三角形面。與異相雙三角柱一樣，施密特—康威—丹澤爾雙柱體同樣可以填充空間，但只能非週期性地田通空間或者說它僅具有螺旋對稱性，而具備完整的三維對稱群。因此，這種幾何立體為三維愛因斯坦問題提供了部分解。

## 外部連結
- 埃里克·韦斯坦因, 異相雙三角柱 （參閱詹森多面體） 於MathWorld（英文）
  - 埃里克·韦斯坦因. . MathWorld.